# Liste der isländischen Botschafter in Deutschland
Dies ist eine Liste der isländischen Botschafter in Deutschland. Der Austausch von Botschaftern ist Teil der deutsch-isländischen Beziehungen.
| #  | Name                     | Akkreditierung     | Posten verlassen   |
| -- | ------------------------ | ------------------ | ------------------ |
| 1  | Vilhjálmur Finsen        | 22. Oktober 1952   | 1. Juli 1955       |
| 2  | Helgi P. Briem           | 1. Juli 1955       | 1. Januar 1961     |
| 3  | Pétur Thorsteinsson      | 1. Januar 1961     | 1. Juni 1962       |
| 4  | Magnús V. Magnússon      | 1. Juni 1962       | 30. September 1969 |
| 5  | Árni Tryggvason          | 1. Oktober 1969    | 20. Februar 1976   |
| 6  | Niels P. Sigurðsson      | 20. Februar 1976   | 17. November 1978  |
| 7  | Pétur Eggerz             | 17. November 1978  | 16. September 1983 |
| 8  | Hannes Jónsson           | 16. September 1983 | 6. Februar 1987    |
| 9  | Páll Ásgeir Tryggvason   | 6. Februar 1987    | 10. Oktober 1989   |
| 10 | Hjálmar W. Hannesson     | 10. Oktober 1989   | 15. Februar 1995   |
| 11 | Ingimundur Sigfússon     | 15. Februar 1995   | 26. September 2001 |
| 12 | Jón Egill Egilsson       | 26. September 2001 | 10. Januar 2005    |
| 13 | Ólafur Davíðsson         | 10. Januar 2005    | 22. März 2010      |
| 14 | Gunnar Snorri Gunnarsson | 22. März 2010      | 29. August 2016    |
| 15 | Martin Eyjólfsson        | 29. August 2016    | 2019               |
| 16 | María Erla Marelsdóttir  | 11. September 2019 | 2024               |
| 17 | Auðunn Atlason           | 4. September 2024  |                    |